# Анкон
Анкон (фр. Ancône) насеље је и општина у источној Француској у региону Рона-Алпи, у департману Дром која припада префектури Валанс.
По подацима из 2011. године у општини је живело 1192 становника, а густина насељености је износила 749,69 становника/km². Општина се простире на површини од 1,59 km². Налази се на средњој надморској висини од 72 метара (максималној 76 m, а минималној 58 m).

## Демографија
| 1962. | 1968. | 1975. | 1982. | 1990. | 1999. | 2011. |
| ----- | ----- | ----- | ----- | ----- | ----- | ----- |
| 356   | 593   | 727   | 790   | 899   | 947   | 1.192 |

График промене броја становника у току последњих година